# George Clarke (Gouverneur)

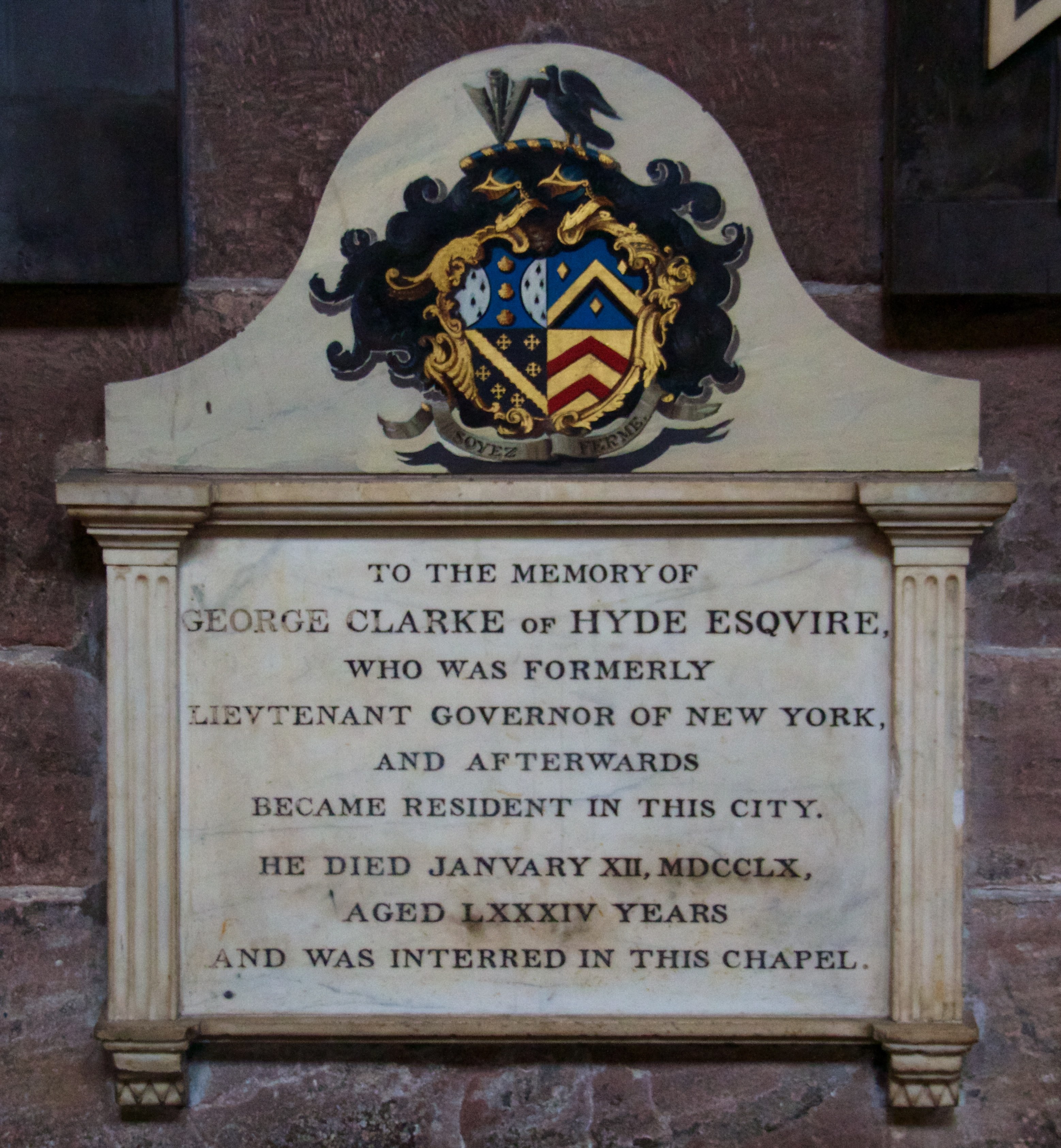
Gedenkstein für George Clarke in der Kathedrale von Chester

George Clarke (* 1676 in Swainswick, Somerset; † 12. Januar 1760 in Chester, Cheshire) war von 1736 bis 1743 britischer Gouverneur der Provinz New York.

## Leben
Clarke studierte Jura in Dublin, wo er auch als Rechtsanwalt zugelassen wurde, bis er seine Approbation 1702 wegen eines tätlichen Angriffs verlor.
Im Jahr 1703 erhielt er die Stelle des Secretary of the Province of New York. 1705 heiratete er Anne Hyde, die Tochter von Edward Hyde, dem Gouverneur von North Carolina, ein entfernter Verwandter von Königin Anne. Zusammen mit seiner Frau erwarb er bei Hempstead auf Long Island Land. Dort ließ er das Anwesen Hyde Park errichten. Nach dem Tod von Gouverneur William Cosby wurde Clarke zum kommissarischen Statthalter der Provinz New York ernannt. Dieses Amt beanspruchte auch der ehemaligen Gouverneur Rip Van Dam, ein prominenter Tory. Die Regierung in London entschied sich aber im Oktober 1736 für Clarke. 1737 wurde John West, 1. Earl De La Warr, Gouverneur, er blieb aber in Großbritannien und überließ es Clark, als Lieutenant-governor, also stellvertretender Statthalter, die Amtsgeschäfte zu führen. 1740 verstarb Clarks Frau Anne, mit der er zehn Kinder hatte. Während seiner Amtszeit hatte Clarke über 40.000 ha Land erworben.
Im Jahr 1741 war Clarke an der Niederschlagung eines angeblich geplanten Sklavenaufstandes in New York (New York Conspiracy of 1741) beteiligt. 34 Personen wurden trotz einer mehr als dünner Beweislage gehenkt oder verbrannt, 72 Schwarze wurden in die Karibik deportiert. 1743 wurde Hon. George Clinton Gouverneur. Zwischen 1743 und 1747 bekleidete Clarke das Amt des stellvertretenden Gouverneurs von New York. 
Auf seiner Rückreise nach England wurde sein Schiff von einem französischen Schiff aufgebracht. Clarke geriet für kurze Zeit in französische Gefangenschaft. Anschließend kehrte er endgültig nach England zurück und erwarb Hyde Hall, ein großes Anwesen bei Chester aus den Erträgen seiner Tätigkeit. George Clarke starb am 12. Januar 1760 in Chester und wurde in der dortigen Kathedrale begraben.